# Bill Clements
William Perry "Bill" Clements, Jr. (17 de abril de 1917 — 29 de maio de 2011) foi um político estadunidense, tendo sido 42º governador do estado americano do Texas, de 16 de janeiro de 1979 a 18 de janeiro de 1983 acabando com os 104 anos de domínio democrata. Também foi o 44º governador do estado texano, de 20 de janeiro de 1987 a 15 de janeiro de 1991.